# Kamppi
Kamppi (schwed. Kampen) ist ein Teilgebiet (finn. osa-alue) und ein Stadtteil (kaupunginosa) im Zentrum von Helsinki, westlich der Straße Mannerheimintie.

## Geschichte
Der Name Kamppi hat seinen Ursprung in dem schwedischen Wort Kampen (Kampf), das sich auf das Feld bezieht, das im 17. Jahrhundert an dieser Stelle lag. Das erste Bauwerk auf dem Gelände war die von Carl Ludwig Engel geplante Turku-Kaserne 1833. Diese wurde im Finnischen Bürgerkrieg beinahe vollständig zerstört. Lediglich ein Gebäude blieb stehen und wurde 1935 zum Busbahnhof von Helsinki ausgebaut. Das Feld wurde asphaltiert und diente seitdem als Terminal für Busse im Ortsverkehr.
1983 wurde der Bahnhof Kamppi der Metro Helsinki eingeweiht. Viele der Gebäude in der Umgebung wurden in den 1990er Jahren renoviert, darunter das Kulturzentrum Lasipalatsi (erbaut 1937) und das zum Multiplex-Kino umgebaute Gebäude Tennispalatsi (1952). Im Juni 2005 wurde der neue Regional- und Fernverkehrsbusbahnhof im Kampin keskus in Betrieb genommen. Dieser 2006 endgültig fertiggestellte Komplex beherbergt außerdem eins der größten Einkaufszentren Finnlands. 2012 wurde die Kamppi-Kapelle eröffnet.

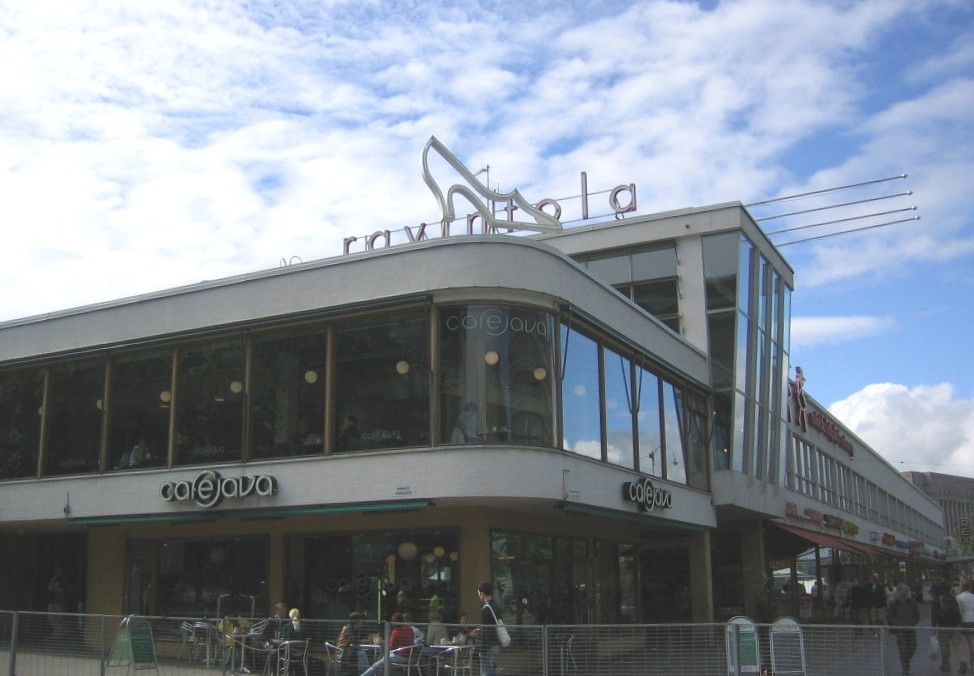
Das Kulturzentrum Lasipalatsi am Ostrand des Kamppi-Areals
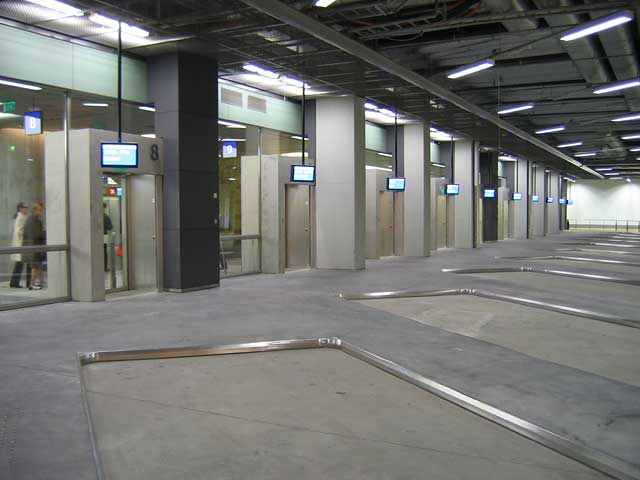
Der Langstrecken-Busterminal im Kampin keskus (von Bussteig-Seite)
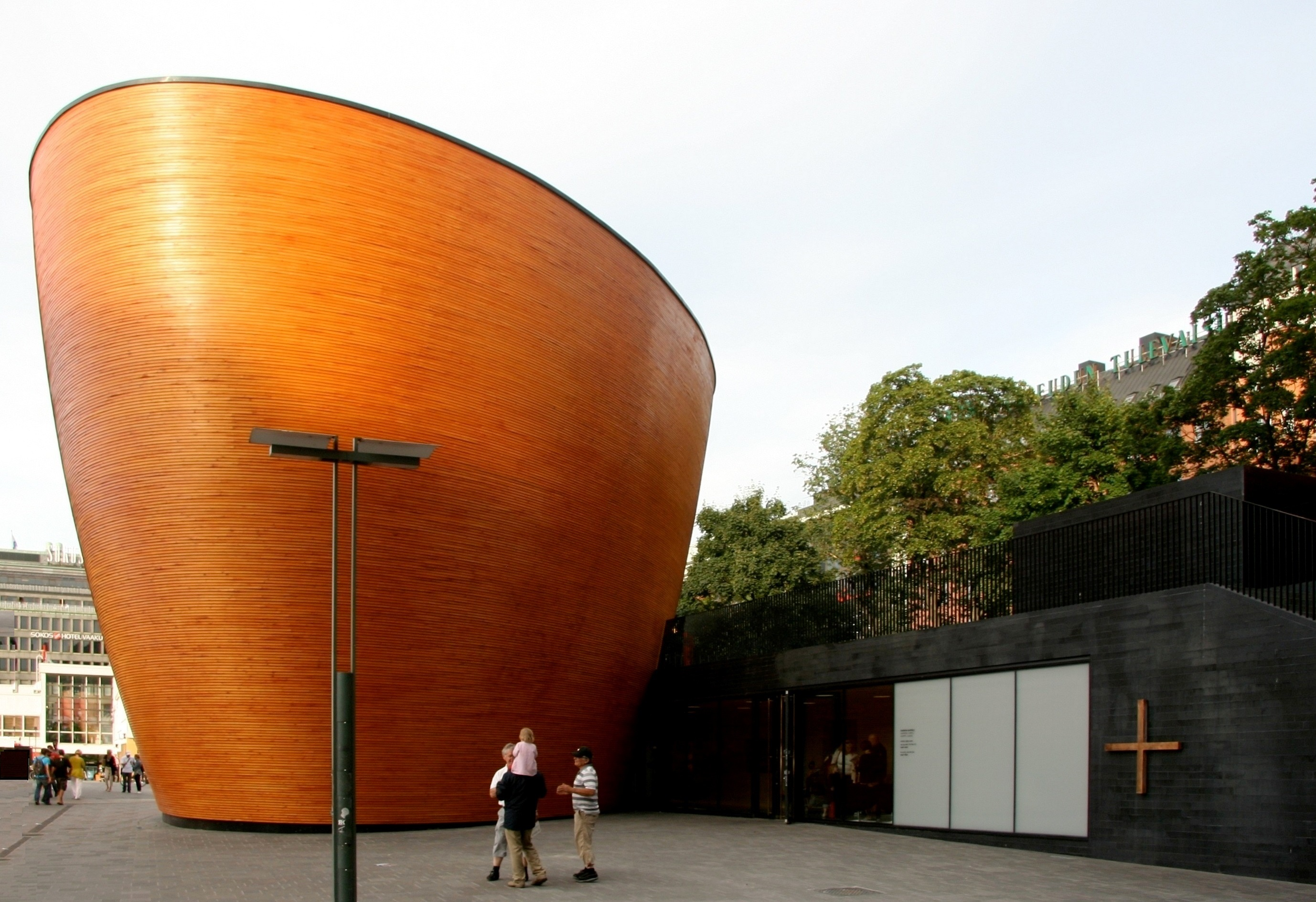
Kamppi-Kapelle